# Rainette de Perrin
Hyla perrini
Espèce
La Rainette de Perrin (Hyla perrini) est une espèce d'amphibiens de la famille des Hylidae.

## Répartition
Cette espèce vit dans la plaine du Pô et dans les vallées adjacentes du nord de l'Italie et du canton du Tessin (Suisse) à la Slovénie. Les spécimens holotypes ont été collectés à Piazzogna, en Suisse.

## Description
Elle est génétiquement proche de Hyla intermedia, avec laquelle elle a été confondue, et avec laquelle elle s'hybride au nord-ouest des Apennins, dans la région italienne de l'Émilie-Romagne. Elle s'hybride également avec Hyla arborea le long de l'Isonzo, en Italie et en Slovénie. Son chant est également indiscernable de celui d'Hyla intermedia.

## Étymologie
Cette espèce est nommée en l'honneur de Nicolas Perrin, ancien professeur ordinaire à la Faculté de biologie et de médecine de l'Université de Lausanne.

## Publication originale
- (en) Christophe Dufresnes, Glib Mazepa, Nicolas Rodrigues, Alan Brelsford, Spartak N. Litvinchuk, Roberto Sermier, Guillaume Lavanchy, Caroline Betto-Colliard, Olivier Blaser, Amaël Borzée, Elisa Cavoto, Guillaume Fabre, Karim Ghali, Christine Grossen, Agnes Horn, Julien Leuenberger, Barret C. Phillips, Paul A. Saunders, Romain Savary, Tiziano Maddalena, Matthias Stöck, Sylvain Dubey, Daniele Canestrelli et Daniel L. Jeffries, « Genomic Evidence for Cryptic Speciation in Tree Frogs From the Apennine Peninsula, With Description of Hyla perrini sp. nov », Frontiers in Ecology and Evolution, vol. 6, no 144,‎ octobre 2018 (lire en ligne, consulté le 2 avril 2019)